# 大正琴

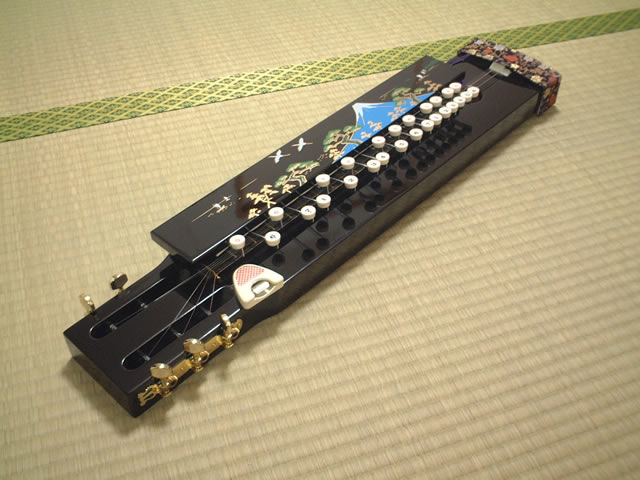
大正琴

大正琴（たいしょうごと）は、木製の中空の胴に2〜12本の金属弦を張り、ピアノの様な鍵盤（キー）を備え、鍵盤を左手で押さえて右手の義甲（ピック）で弾いて演奏する、琴（弦楽器）の一種である。

## 大正琴の発明

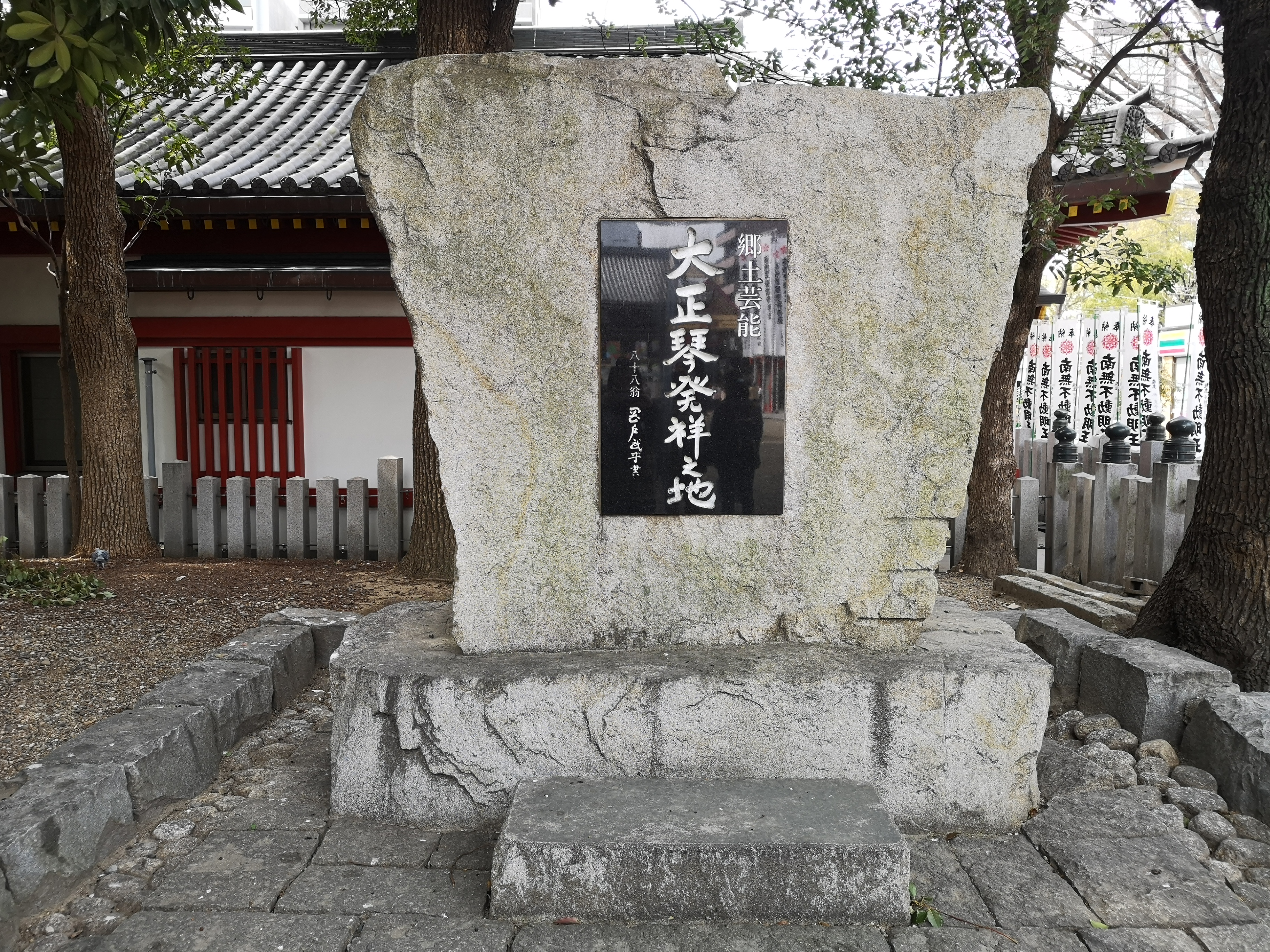
大須観音の境内にある「大正琴発祥之地」碑

1912年（大正元年）、名古屋大須森田屋旅館の長男森田吾郎（本名 川口仁三郎）が二弦琴をもとに、タイプライターのキーにヒントを得て発明した。キーの配列はピアノの鍵盤と同様になっている。発明時の音域は2オクターブであった。発明時から金属製の弦が用いられたのだが、従来の日本の琴の弦は絹製であったため、音色も従来の日本の琴とは違ったものであった。また鍵盤があるため、音高を初心者でも正確に出せるなど、比較的簡便に演奏可能である。このため、日本では家庭用楽器として大正時代に流行した。
森田の出身地である名古屋市大須の大須観音には境内に大正琴発祥の地の石碑が建立されている。

## 仕様

### 音域
キーの数は不定なので（少なくとも12〜34の幅があり、12鍵や34鍵も存在する）、音域も不定。ただし上記通り本来は2オクターブであり、ソプラノつまり比較的高い音域での演奏に限られていた。しかしアルト・テナー・ベース音域の大正琴が1970年代〜1980年代に開発されたため、より低い音域での演奏も可能になった。

### 弦の変化
同じ音高・同音の2本の弦が張っている二弦琴が元なので、大正琴も2弦は同じ音高であった。後に3〜9弦の大正琴が作られ、同じ音高以外の弦も張られるようになってゆく。音域を広げるために巻弦も用いられるようになり、さらには12弦や15弦も作られたが、弦の数が増えると演奏が難しくなり、結局使われなくなってしまった。結局弦の数は2〜12本となっている。1989年の記述では5弦、2003年の記述では5～6弦が一般的とあり、わずか二十数年で変化したことになる。

### 使用される木材
これらは主に使用される組み合わせで、必ずこれのみで対応する訳ではない。
- 響板（表面板） -  エゾマツ、スプルース、トウヒ
- 側板や裏板 - カエデ、キリ、ケヤキ、ニセアカシア
- 指板や駒 - コクタン、シタン

### 仕様についてその他
- 発売当初から大正琴用の数字譜があるため、五線譜の読めない人でも演奏可能となっている。数字譜と五線譜が併用された楽譜も存在する。
- 独奏、合奏の両方の用途に使用されているが、基本的に和音演奏はできない旋律楽器である。

### 大正琴のバリエーション

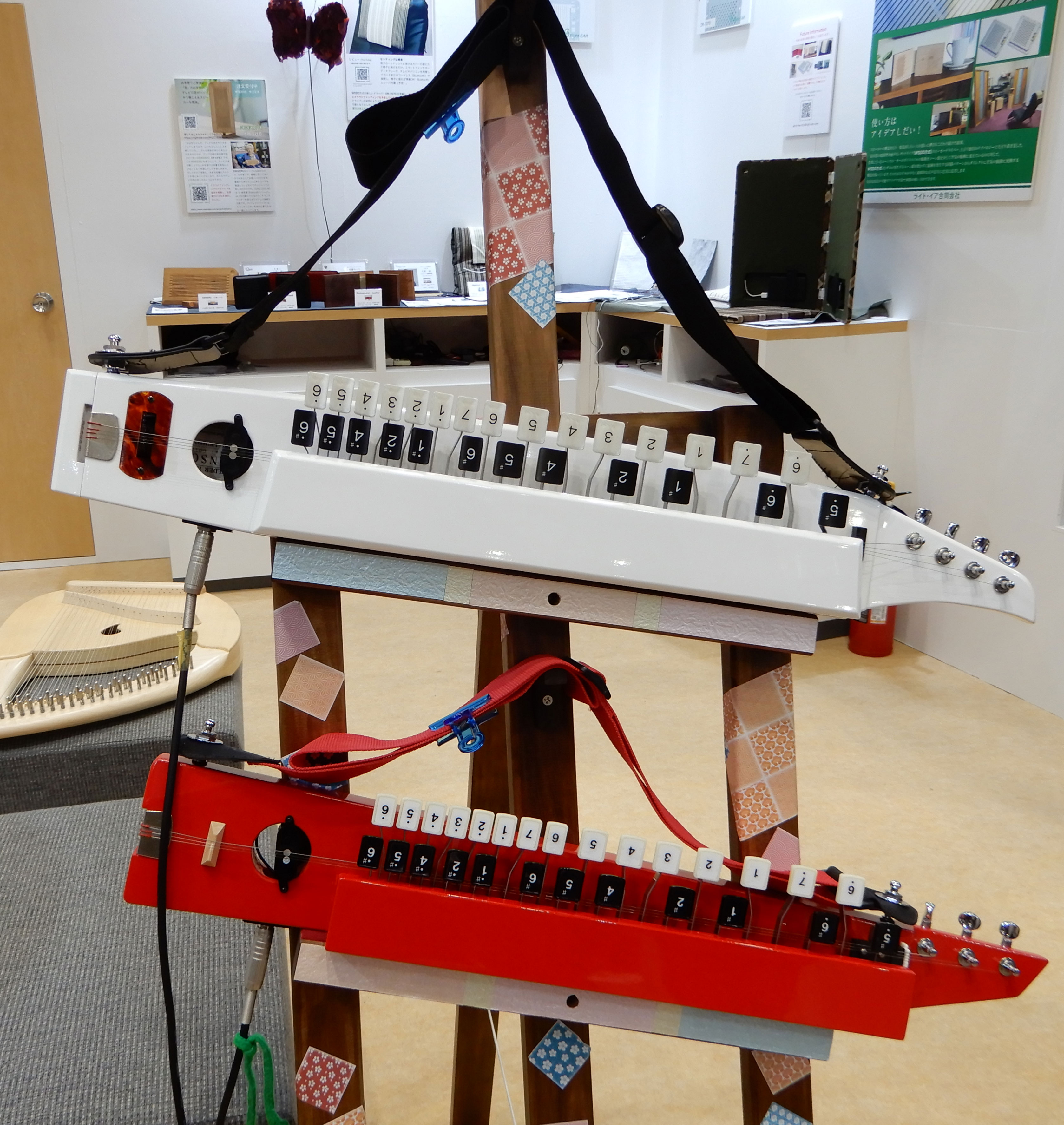
ショルダーストラップを取り付けて立奏ができる電気大正琴「ショルダーハープ」

- アンプを通して音を増幅できる電気大正琴や、大正琴以外の色々な 音色に変えられて和音演奏も可能な、チューニング要らずの電子大正琴も存在する。
- 弦の音に電気オルガンの音を加えた「昭和琴」が、川島産業により製造されている。
- ショルダーストラップを取り付け、ギターのように動きながら演奏できるスタイルも試みられている。
- より演奏をしやすくした、均等鍵盤タイプも近年開発されている。
- 「NAGOYA HARP」- 大正琴をベースにした音色と奏法で演奏できる、UVI社のソフトウエア音源

## 奏法
- 左手でキーを押さえ、右手のピックで弦を弾くのが一般的。手前から向こう側へピックを動かす「向こう弾き」を基本とする。
- 返し弾き - 通常の向こう弾きとは逆方向に弾く。
- トレモロ奏法 - 基本的に減衰音しか出せないのに対し、ピックを素早く前後させることで連続して発音し、長音の演奏を行う。
- 弓奏法 - 弓弾き。
- スライド奏法 - 音高を滑らかに連続的に変化させる、特殊な奏法。ただし一般的に普及している大正琴では出来ない。
- 押し弾き-手前から向こうに向かって一気に弾く。

## 大正琴の広まりと現況
- 音楽学者の小泉文夫は、「大正琴は日本人の開発の唯一のオリジナルの楽器」という自説を展開している。村上龍と坂本龍一と浅田彰の鼎談『Eve Cafe　超進化論 金属』でもその件について言及されている。
- 1976年に『別冊マーガレット』に連載された河あきらの『故国（ふるさと）の歌は聞こえない』では、大正琴が主人公の幼時の記憶をさぐるカギとして使われている。
- 日本以外にインド、東南アジア等でも演奏されることがある。インドでは、ピックアップを取り付けて、ブルブル・タラング（英語版）（ヒンディー語：बुलबुल तरंग）やインディアン・バンジョー(Indian banjo)などと呼ばれており[2]、2016年には「バンジョー（英語版）」という映画も制作された。
  - 更にアフリカ大陸へ渡り、ケニアやタンザニアでは「タシュコタ（tashkota）」と呼ばれ、東アフリカ一帯のポピュラー音楽であるタアラブの主要な楽器の一つとして数えられる[3]。インド同様、ピックアップを取り付けてアンプを用い増幅する。
- 2002年度の学習指導要領改訂に伴い、「和楽器」の授業を総合的な学習の時間の一環として採り入れる小・中・高校が増え、そのひとつとして音楽の授業などで取り上げられることもある。
- 活動弁士の山崎バニラが大正琴を活用して以来、マスコミ露出が増えている。山崎は、NHK教育テレビの趣味悠々『大正琴で弾く』でも、2006年に生徒役で出演した。

### 主な流派
歴史の浅い楽器であり楽器形状・演奏法ともに発展段階にあるため、数多くの流派・団体が存在、流派を束ねる協会組織さえ複数存在する。以下、主要と思われる流派を列挙するが、流派・団体はこれにとどまらないことに注意されたい。
- 大正琴協会 - 1993年設立。
  - 琴城流大正琴振興会 - 1971年設立。琴城流家元による琴城会とは別団体。
  - 琴伝流 - 1974年設立。
  - 琴修会 - 1980年設立。
- 日本大正琴協会 - 上記とはまったく別の組織として1976年に結成され、2000年にNPO法人となっている。
  - しらゆき会(北海道)
  - 秋和流織音会(秋田県)
  - 華の会(茨城県)
  - 琴睦会(茨城県)
  - 絃靖会(千葉県)
  - 新大正琴絃の会(埼玉県)
  - 大正琴緑会(埼玉県)
  - 絃容会(東京都)
  - 織勝会(東京都)
  - 所沢琴友会(埼玉県)
  - 横浜琴春会(神奈川県)
  - 大正琴アンサンブル七和会(岡山県)
  - 琴瞳流・琴鶴会(山口県)
- その他
  - 錦正流 - 1923年設立。大正時代から存在する流派。
  - 琴生流菊八重会 - 1981年設立。
  - 中之島流大正琴（東京都）-1989設立

### ラジオ番組
- 大正琴こころのメロディー（CBCラジオ制作、琴伝流提供） - 初の大正琴専門の番組として、2002年にスタート。上述の通り、大正琴が名古屋で生まれたということもあり、名古屋にあるCBCラジオが番組を制作している。詳細は同番組の項目を参照。
- 琴伝流ハートミュージアム（文化放送制作、琴伝流提供）- 『キニナル』内で放送された、心の琴線に触れた身近な出来事を大正琴の音色に乗せて紹介するコーナー。2013年4月7日 - 2014年3月30日。
- グッチ裕三 きょうも琴伝流（文化放送制作、琴伝流提供） - 軽快なトークと共に大正琴の新しい魅力を届けている。この番組は『こころのメロディー』の制作局であったCBCラジオに加え、大正琴本部の所在地である長野県の信越放送でも放送され、大正琴のラジオ番組が信越放送で放送されるのは『こころのメロディー』のネットを打ち切った2011年12月25日以来2年半ぶりとなる。2014年3月31日（CBCラジオと信越放送では4月6日）に放送開始、2016年9月26日（CBCラジオと信越放送では9月25日）に放送終了。
  - 文化放送（関東・制作局）毎週月曜日　20:00~20:30『グッチ裕三 今夜はうまいぞぉ!』番組内10分間
  - CBCラジオ（東海）毎週日曜日12:50~13:00
  - 信越放送（長野）毎週日曜日8:35~8:45
- 愛加あゆ 琴伝流 音楽のコト（文化放送制作、琴伝流提供）- 元宝塚娘役トップスターの女優・愛加あゆが大正琴の演奏に挑戦しながら、初心者にもその魅力を分かりやすく発信する。この番組は前番組とは異なりCBCラジオでは放送されず文化放送と信越放送の2局のみの放送となる。2016年10月1日（信越放送では10月2日）に放送開始、2017年9月30日（信越放送では10月1日）に放送終了。本番組を最後に大正琴および琴伝流提供のラジオ番組は制作されなくなった。
  - 文化放送（関東・制作局）毎週土曜日　6:35~6:45
  - 信越放送（長野）毎週日曜日8:35~8:45